# Pay-per-click
Pay-per-click (PPC) is een advertentiemodel dat wordt ingezet door advertentienetwerken, waarbij adverteerders betalen als een bezoeker klikt op een advertentie. Pay-per-clickadvertenties worden geplaatst op zoekmachines, inhoudelijke websites en blogs. De advertenties kunnen ook verstuurd worden in een e-mail.

## Soorten

### Pay-per-click met sleutelwoorden
Adverteerders betalen voor sleutelwoorden waarvan zij verwachten dat hun klanten die intoetsen als ze een bepaald product of dienst zoeken. Als een gebruiker een woord gebruikt dat de adverteerder als sleutelwoord heeft opgegeven, of als de gebruiker een relevante pagina op een website bezoekt, dan kan de advertentie van de adverteerder worden getoond. Deze advertenties worden meestal onder het kopje Sponsored links of  Ads getoond naast of onder of boven de inhoud van de webpagina zelf. De webmaster kan zelf bepalen waar de advertenties komen te staan.

### Pay-per-click op basis van inhoud
Op inhoudelijke sites, zoals nieuwswebsites en weblogs, zal een advertentienetwerk aan de hand van de inhoud van de website proberen relevante advertenties te plaatsen. De gebruiker moet dit in geval geen zoekopdracht starten.

## Advertentienetwerken
De grootste aanbieders van advertentieruimte waren in 2008 Google AdWords, Yahoo! Search Marketing en Microsoft adCenter. Ook Facebook, Twitter, Ask.com, LookSmart, Miva, Yandex en Baidu kunnen tot de advertentieplatformen gerekend worden.
Minimumprijzen per klik, ook wel Costs Per Click (CPC) genoemd, variëren afhankelijk van het advertentienetwerk. Onpopulaire zoektermen kosten meestal minder dan populaire zoektermen.

## Klikfraude
Het pay-per-clicksysteem is gevoelig voor klikfraude, hoewel de meeste advertentiebedrijven zoals Google beweren geautomatiseerde beveiliging hierop te hebben.

## Sleutelwoorden
Adverteerders bieden op sleutelwoorden (woorden of zinnen, eventueel modelnummers). Wanneer een gebruiker zoekt naar dat sleutelwoord, verschijnt de lijst van advertentielinks. De adverteerder die het meest betaalt krijgt de meest prominente plek. Sleutelwoorden, waarnaar ook verwezen wordt als zoektermen, zijn de basis van pay-per-clickadverteren. De sleutelwoorden worden behandeld als geheimen door de adverteerders. Er bestaan bedrijven die adverteerders helpen met het ontwikkelen van een gepaste sleutelwoordstrategie.
Uitsluitingszoekwoorden worden in pay-per-clickadvertenties (PPC) gebruikt om te voorkomen dat advertenties op bepaalde zoektermen worden weergegeven.

## Pay-per-delivery
Pay-per-delivery (PPD) is een variant op pay-per-click die gebruikt wordt bij e-mailmarketing, waarbij marketingcampagnes via e-mail aangerekend worden op basis van het aantal succesvol bezorgde e-mails.

## eCPC
eCPC staat voor Effective Costs Per Click. Indien een adverteerder inkoopt per weergave van een advertentie en de kliks meet kunnen de kosten worden teruggerekend per klik, dit wordt de eCPC genoemd. Hierdoor kunnen de prestaties van advertenties met elkaar vergeleken worden.